# Monumentul funerar al Zoiței Doamna
Monumentul funerar al Zoiței Doamna este opera artistului francez Jules Roulleau (1855 - 1895).
Zoe Brâncoveanu (1800-1892) numită și Zoița Doamna a fost soția domnitorului Gheorghe Bibescu. Mormântul ei se află în Biserica Domnița Bălașa, între pronaos și naos, într-o nișă de pe partea stângă, înfrumusețat cu un impunător monument funerar realizat în marmură de sculptorul Jules Roulleau. Statuia o înfățișează pe Zoe Brâncoveanu îmbrățișată de un înger, având la picioare o femeie și un copil.
Lucrarea este înscrisă în Lista monumentelor istorice 2010 - Municipiul București - la nr. crt. 2434, cod LMI B-IV-m-B-20114.
Monumentul este amplasat în Biserica Domnița Bălașa de pe Strada Sfinții Apostoli nr. 60, sector 5.